# زين والوحش (مسرحية)
زين والوحش هي مسرحية كويتية تم إنتاجها عام 2013، تقدم هدف جميل ورائع للأطفال.
عرضت على قناة MBC1 في عيد الأضحى وعرضت على مسرح التزلج في عيد الفطر.

## القصة
مقتبسة من قصة الحسناء والوحش
وهي عن امير جاءت اليه ساحرة بهيئة عجوز فقيرة تطلب منه المساعدة فلم يستجب لها وقامت بسحره عن طريق وردة إذا سقطت اخر ورقة منها يبقى للابد وحش إذا لم تحبك فتاة من كل قلبها.

## الشخصيات
| الممثل       | الدور  |
| ------------ | ------ |
| شجون الهاجري | زين    |
| بشار الشطي   | الوحش  |
| فاطمة الصفي  | ابريقة |
| علي كاكولي   | شمعدان |
| حمد اشكناني  | ثواني  |